# 예아
예아는 대한민국의 전 걸그룹이다. 2014년 싱글 《National Treasure》로 데뷔했다.

## 음반
- National Treasure (2014)